# Кирисов, Евгений Владимирович
Евгений Владимирович Кирисов (14 февраля 1994, Москва) — российский футболист, защитник.

## Карьера

### Клубная
Воспитанник московского «Локомотива». На профессиональном уровне дебютировал в составе команды второго дивизиона «Домодедово». В марте 2015 года Кирисов на правах аренды перешёл в норвежский «Стабек». Провёл за клуб один матч в розыгрыше Кубка страны.
В январе 2016 года находился на просмотре в петербургском «Зените», но руководство клуба не договорилось с «Домодедово» о компенсации за трансфер. Позднее футболист выступал в ФНЛ за «Луч-Энергию» и «Волгарь».
В конце августа 2019 года перешёл в белорусскую «Белшину», с которой победил в первой лиге. В высшей лиге дебютировал 7 июня 2020 года матче 12-го тура против минского «Динамо» (0:4).
В июле 2021 года стал игроком «Новосибирска», за который дебютировал 24 июля, выйдя в стартовом составе выездного поединка первенства против «Тюмени».

### В сборной
Евгений Кирисов вызывался в расположение юношеских сборных страны. С 2014 по 2016 год тренер Дмитрий Хомуха регулярно привлекал защитника к играм за молодёжную сборную России.

## Достижения
- Победитель Первой лиги Белоруссии: 2019.